# Седз-Мобек
Седз-Мобе́к (фр. Sedze-Maubecq) — коммуна во Франции, находится в регионе Аквитания. Департамент — Атлантические Пиренеи. Входит в состав кантона Пе-де-Морлаас и дю Монтанерес. Округ коммуны — По.
Код INSEE коммуны — 64515.

## География

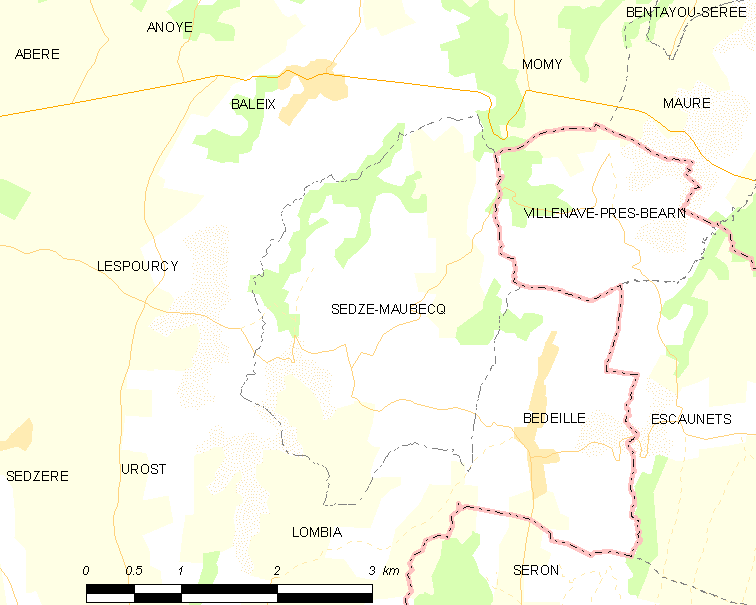
Карта коммуны

Коммуна расположена приблизительно в 640 км к югу от Парижа, в 170 км южнее Бордо, в 21 км к востоку от По.
По территории коммуны протекает река Леес.

### Климат
Климат тёплый океанический. Зима мягкая, средняя температура января — от +5°С до +13°С, температуры ниже −10 °C бывают редко. Снег выпадает около 15 дней в году с ноября по апрель. Максимальная температура летом порядка 20-30 °C, выше 35 °C бывает очень редко. Количество осадков высокое, порядка 1100 мм в год. Характерна безветренная погода, сильные ветры очень редки.

## Население
Население коммуны на 2010 год составляло 198 человек.
| 1962 | 1968 | 1975 | 1982 | 1990 | 1999 | 2010 |
| ---- | ---- | ---- | ---- | ---- | ---- | ---- |
| 235  | 201  | 192  | 200  | 199  | 191  | 198  |

## Администрация
| Период | Период | Фамилия         | Партия | Примечания |
| ------ | ------ | --------------- | ------ | ---------- |
| 1995   | 2001   | Пьер-Эдмон Путс |        |            |
| 2001   | 2014   | Мари-Роза Туйа  |        |            |
| 2014   | 2020   | Патрик Белер    |        |            |

## Экономика
В 2010 году среди 124 человек трудоспособного возраста (15-64 лет) 101 были экономически активными, 23 — неактивными (показатель активности — 81,5 %, в 1999 году было 65,6 %). Из 101 активных жителей работали 95 человек (46 мужчин и 49 женщин), безработных было 6 (2 мужчин и 4 женщины). Среди 23 неактивных 10 человек были учениками или студентами, 10 — пенсионерами, 3 были неактивными по другим причинам.

## Достопримечательности
- Церковь Св. Иулиана (XI век)[4]
- Церковь Св. Петра (XVIII век)[5]